# Boecillo

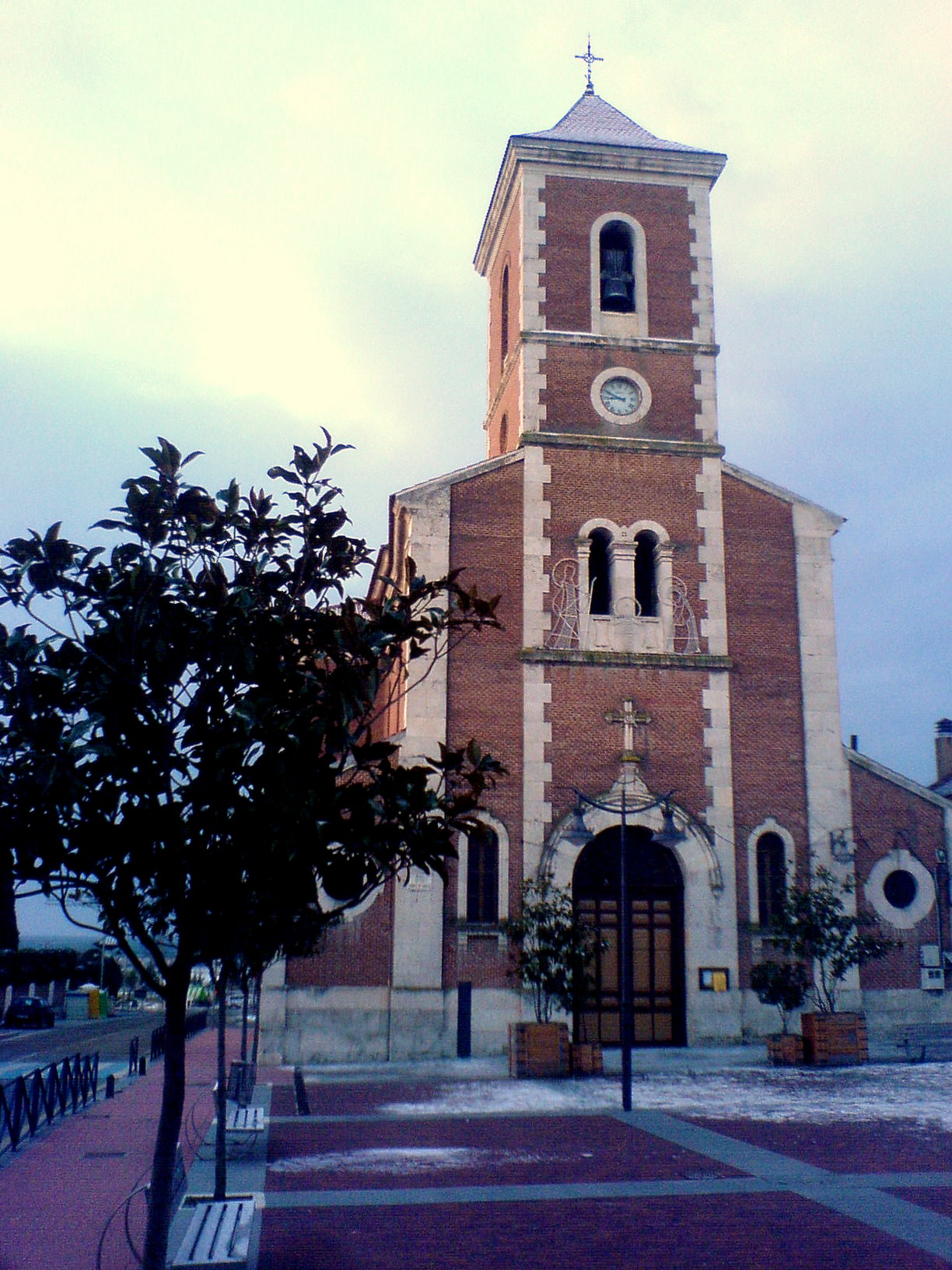
Kerk

Boecillo is een gemeente in de Spaanse provincie Valladolid in de regio Castilië en León met een oppervlakte van 24,12 km². Boecillo telt 4.083 inwoners (1 januari 2016).